# Freedom County
Freedom County is het noordelijk gedeelte van Shohomish County in de Amerikaanse staat Washington. De inwoners van dit gebied hebben zich op 23 april 1995 afgescheiden van Shohomish County en hebben ondertussen eigen instituties in het leven geroepen. De afscheiding wordt echter noch door de county, de staat of de federale overheid erkend.
De inwoners meenden tot deze actie over te moeten gaan door het, in hun ogen corrupte bestuur van Shohomish County. Op 23 april 1995 werden er 12.679 handtekeningen ingediend bij de Amerikaanse minister van binnenlandse zaken. In de wetgeving van Washington is echter vastgelegd dat alleen de staat nieuwe county's kan creëren. Dientengevolge is Freedom County niet erkend.
De inwoners hebben Arlington uitgeroepen tot hoofdstad (county seat) van de county. Verder is er een gekozen bestuur en een gekozen sheriff